# Patrizierschlößchen Steinheim

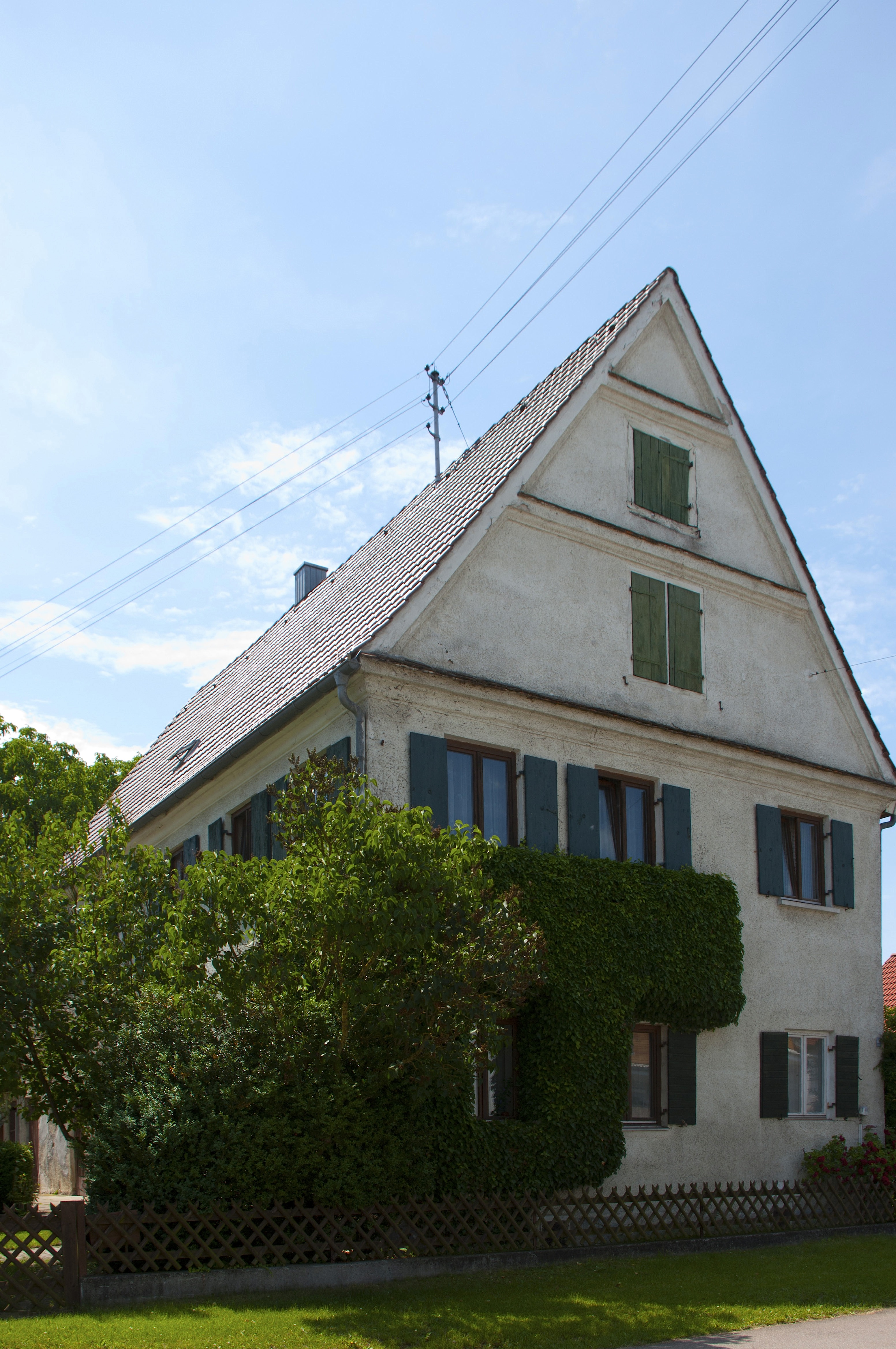
Patrizierschlößchen Steinheim

Das Patrizierschlößchen Steinheim befindet sich an der Buchbergstrasse 5, wurde wohl im 16. Jahrhundert errichtet und im 18. Jahrhundert zur heutigen Form umgebaut.

## Baudenkmale
In der Liste der Baudenkmäler in Neu-Ulm ist es als Baudenkmal aufgeführt.